# 대한민국 형법 제282조
대한민국 형법 제282조는 체포와 감금의 죄 자격정지의 병과에 대한 형법각칙의 조문이다.

## 조문
제282조(자격정지의 병과) 본 장의 죄에는 10년 이하의 자격정지를 병과할 수 있다.

第276條(逮捕, 監禁, 尊屬逮捕, 尊屬監禁) ① 사람을 逮捕 또는 監禁한 者는 5年 以下의 懲役 또는 700萬원 이하의 罰金에 處한다.

②自己 또는 配偶者의 直系尊屬에 對하여 第1項의 罪를 犯한 때에는 10年 以下의 懲役 또는 1千500萬원 이하의 罰金에 處한다.

## 참고 문헌
- 김재윤, 손동권, 『새로운 형법각론』, 율곡출판사, 2013. ISBN 978-89-974283-4-2

## 같이 보기
- 감금죄
- 체포죄.